# Born in the U.S.A. (pjesma)
"Born in the U.S.A" je pjesma Brucea Springsteena s njegova istoimenog albuma iz 1984. Rolling Stone ju je uvrstio na 275. poziciju na svojoj listi 500 najvećih pjesama svih vremena. Američka glazbena industrija (RIAA) 2001. ju je uvrstila na 59. mjesto (od 365) svoje ljestvice Pjesama stoljeća. Pjesma govori o efektima koje je Vijetnamski rat ostavio na Amerikance, iako je često bila pogrešno interpretirana kao domoljubna himna.

## Povijest snimanja
Pjesma je napisana 1981. kao naslovna pjesma za film Paula Schradera. Međutim, ispala je tako dobro da ju je Springsteen iskoristio za svoj multi-platinasti album, a pjevač je zahvalio na tome Schtaderu na omotu albuma. Kasnije te godine, nakon završetka The River Toura, snimljene su kućne demosnimke.
3. siječnja 1982. je snimljen formalniji solo na akustičnoj gitari u Springsteenovoj kući u Colts Necku u New Jerseyju u tijeku snimanja većine onoga što će kasnije postati njegov album Nebraska objavljen kasnije iste godine. Akustične verzije nekoliko drugih pjesama koje su se kasnije pojavile na albumu Born in the U.S.A. također su bile uključene na ovaj demo, uključujući "Working on the Highway" i "Downbound Train". No, Springsteenov menadžer i producent Jon Landau i drugi su smatrali kako pjesma nema pravu melodiju ni glazbu koja odgovara stihovima, a i kako se ne uklapa u ostatak albuma Nebraska. Pjesma je zatim stavljena na čekanje. (Ova verzija će se krajem devedesetih pojaviti na kolekcijama snimki Tracks i 18 Tracks).
Springsteen je u ožujku 1982. preradio pjesmu s drugačijom melodijom i glazbenom strukturom. Snimljena je verzija s cijelim E Street Bandom, s tim da je većina aranžmana osmišljena na licu mjesta, uključujući prodorni uvod Roya Bittana na sintesajzeru i kaotični bubnjarski produžetak Maxa Weinberga s lažnim završetkom i ponovnim početkom. To je verzija koja će se pojaviti na albumu Born in the U.S.A., cijele dvije godine kasnije.

## Teme
Pjesma je djelomično odavanje počasti Springsteenovim prijateljima koji su iskusili Vijetnamski rat, od kojih se neki nisu vratili; pjesma je istodobno protest protiv poteškoća s kojima su se suočili vijetnamski veterani nakon povratka iz rata.
Pjesma opisuje radničke korijene protagonista, novačenje u oružane snage i neprijateljski povratak u Sjedinjene Države. Tjeskobni stihovni interludij je još tjeskobniji jer opisuje sudbinu protagonistova (doslovnog ili figurativnog) brata (na nekim snimkama ili koncertima, riječ brother zamijenjena je s buddy).
I had a brother at Khe Sanh
Fighting off the Viet Cong
They're still there, he's all gone
He had a woman he loved in Saigon
I got a picture of him in her arms now
Bitka kod Ke Sana uključivala je Vijetnamsku narodnu vojsku, ne i Vijetkong koji se spominje u pjesmi. Amerikanci su na kraju prevladali i razbili opsadu, ali su nekoliko mjeseci kasnije prisiljeni na povlačenje. Ke San je tako u Sjedinjenim Državama postao medijski simbol ispraznosti cijelog rata.

## Političke reakcije
Krajem kolovoza 1984., album Born in the U.S.A. se prodavao vrlo dobro, pjesme s njega bile su na većini radijskih postaja, a turneja povezana s albumom privlačila je veliko zanimanje medija. Springsteenovi koncerti na Capital Centreu izvan Washingtona privukli su još veći broj medija, između ostalih i dopisnika CBS Evening News Bernarda Goldberga, koji je u Springsteenu vidio modernu priču o Horatiu Algeru. Popularni konzervativni kolumnist George Will, nakon posjeta jednom koncertu, objavio je 13. rujna 1984. članak nazvan "A Yankee Doodle Springsteen" u kojem je hvalio Springsteena kao istaknuti primjer klasičnih američkih vrijednosti. Napisao je: "Nemam pojma o Springsteenovim političkim stajalištima, ako ih uopće ima, ali se na njegovim koncertima viju zastave dok on pjeva o teškim vremenima. On nije plačljivac, a čini se kako stihovi koji govore o zatvorenim tvornicama i drugim problemima uvijek izazivaju široka, vesela odobravanja: 'Born in the U.S.A.!'" U to vrijeme je predsjednička kampanja bila na vrhuncu, a Will je bio povezan s predizbornom organizacijom predsjednika Ronalda Reagana. Will je smatrao kako bi Springsteen mogao poduprijeti Reagana, a ideja je proslijeđena do ureda visokopozicioniranog Reaganova savjetnika Michela Deavera. Uredski dužnosnici su se raspitali kod Springsteenova menadžmenta koji ih je pristojno odbio.
Bez obzira na to, 19. rujna 1984., na predizbornom skupu u Hammontonu u New Jerseyju, Reagan je svojem uobičajenom govoru dodao:
"Budućnost Amerike leži u tisućama snova u vašim srcima; leži u poruci nade u pjesmama kojima se mnogi mladi Amerikanci dive: Brucea Springsteena iz New Jerseyja. A moj posao je pomagati da se takvi snovi ostvare.
Novinari koji su pratili kampanju odmah su izrazili sumnju da je Reagan išta znao o Springsteenu pa su pitali koja mu je omiljena Springsteenova pjesma; zakašnjeli odgovor iz predsjednikova stožera bio je "Born to Run". Johnny Carson se kasnije našalio u emisiji The Tonight Show, "Ako to vjerujete, imam dvije ulaznice za Mondale-Ferrero inauguralni bal koje bih vam rado prodao."
Tijekom koncerta 22. rujna u Pittsburghu, Springsteen je uzvratio u negativnom tonu u uvodu "Johnny 99", pjesme o nezaposlenom automehaničaru koji počini ubojstvo. "Predsjednik je spominjao moje ime neki dan, a ja sam se začudio koju mu je morao biti omiljeni album. Mislim da nije bio Nebraska. Mislim da taj nije slušao.
Nekoliko dana nakon toga, predsjednički kandidat Walter Mondale je rekao: "Bruce Springsteen je možda rođen da bježi, ali nije rođen jučer" i zatim ustvrdio kako ga je Springsteen podupro. Springsteenov menadžer Jon Landau je to demantirao, a Mondaleova kampanja je izdala ispravak.

## Opće rekacije
"Born in the U.S.A." popela se krajem 1984. na 9. mjesto Billboardove ljestvice singlova Hot 100. Bio je to treći od rekordnih sedam top 10 hit singlova koji su objavljeni s albuma Born in the U.S.A. Pjesma se probila i u top 10 Billboardove ljestvice rock pjesama, uključujući solidno puštanje na rock postajama orijentiranima na albume. Pjesma je bila hit i u Ujedinjenom Kraljevstvu, zauzela je 5. poziciju britanske ljestvice singlova.
Springsteen je odbio zahtjev direktora Chrysler Corporation Leeja Iacocce da iskoristi pjesmu u reklami za Chryslerove aute, odbivši ponudu koja je vrijedila nekoliko milijuna dolara. Umjesto toga, kompanija je iskoristila pjesmu "The Pride in Back" Kennyja Rogersa i Nikkija Rydera.

## Glazbeni videospot
Glazbeni spot za "Born in the U.S.A" režirao je poznati redatelj John Sayles. Sastojao se od koncertne snimke Springsteena i E Street Banda, djelomično sinkronizirane sa studijskom audio snimkom.
Ovaj materijal je iskombiniran sa scenama radničke Amerike iz sredine osamdesetih, s naglaskom na prizorima koji su bili povezani s pjesmom, uključujući vijetnamske veterane, djecu američkih vojnika i Vijetnamki, tekuće vrpce, stare rafinerije, groblja. Spot je završavao s nasmiješenim Springsteenom kako pozira ispred američke zastave.

## Remiksi
10. siječnja 1985. je objavljen miks pjesme Arthura Bakera nazvan "Freedom Mix". Miks je bio vrlo radikalan, čak više od onih koje je Baker napravio za prethodne singlove s albuma "Dancing in the Dark" i "Cover Me". Miks je uklonio sve himnične elemente i u prvi plan gurnuo žalobnost pjesme. Sintesajzer, gloknšpil i bubnjevi bili su isjeckani i izolirani nasuprot fragmentima Springsteenova vokala tako da su stihovi zvučali "Oh my God, no," i "U.S.A.—U.S.—U.S.—U.S.A."
Ovaj remiks bio je najmanje uspješan od svih Bakerovih uradaka, a za razliku od prva dva nije spojavio na Billboardovoj ljestvici plesne i klupske glazbe.

## Popis pjesama

### 7": Columbia / 38-04680
1. "Born in the U.S.A." - 4:39
2. "Shut Out the Light" - 3:45

- B-strana singla "Shut Out the Light" bila je još jedna priča o vijetnamskim veteranima.
- 1998. objavljeno na CD-u (Columbia / 38K-04680-S1)

### 12": Columbia / 44-05147
1. "Born In The U.S.A." (The Freedom Mix) - 7:07
2. "Born In The U.S.A." (Dub) - 7:27
3. "Born In The U.S.A." (Radio Mix) - 6:01

- autor svih remikseva Arthur Baker

## Koncertne izvedbe i kasnije verzije
Na Springsteenovu Born in the U.S.A. Touru 1984. i 1985., "Born in the U.S.A." je gotovo uvijek otvarala koncerte na dramatičan način, na opće oduševljenje publike. Jedna takva verzija uključena je na album Live/1975-85.
Na Tunel of Love Express Touru, "Born in the U.S.A" uglavnom je završavala prvi set, a na "Othe Band" Touru 1992. i 1993., pojavljivala se često na kraju drugog seta. U oba slučaja to su bile grupne verzije, iako je potonja više naglašavala gitarsku nego dionicu na sintesajzeru.
Počevši sa samostalnim akustičnim Ghost of Tom Joad Tourom (1995. – 1997.) i povezanim promotivnim nastupima, Springsteen je ponovno radikalno izmijenio pjesmu, svirajući verziju na akustičnoj gitari koja se razlikovala i od originalne verzije s Nebraske i grupne izvedbe. Bila je to oštra, režeća verzija koja je samo dvaput uključivala naslovnu frazu. Takva je verzija odgovorala ugođaju turneje, a Springsteen je htio dati do znanja kakva je bila prvotna i jedina svrha pjesme; u svojem uvodu u pjesmu na tim koncertima rekao je kako još nije uvjeren da se pjesma ne interpretira na krivi način, ali je sada kao tekstopisac "odlučio reći zadnju riječ". Rekacije obožavatelja bile su podijeljene, s tim da se nekima izuzetno svidjela, dok su drugi smatrali kako se glazbena ironija pjesme izgubila.
Tijekom Reunion Toura 1999. i 2000., pjesma nije uvijek izvođena, a kada jest, bila je u akustičnom režećem solo izdanju, sada na 12-žičanoj gitari. Takva izvedba uključena je na DVD i CD Bruce Springsteen & the E Street Band: Live In New York City. Grupna verzija pjesme pojavila se tek na The Rising Touru 2002. i političkoj kampanji Vote for Change 2004.
Najizazovnija verzija "Born in the U.S.A" pojavila se krajem Springsteenova solo Devils & Dust Toura 2005., kad je izvedena korištenjem uređaja koji su toliko iskrivili vokal da su ga mogli razumjeti samo oni s najoštrijim sluhom. Ova izvedba obično je bila dio seta pjesama s albuma Nebraska, a pojavljivanje "Born in the U.S.A." je trebala učvrstiti dojam da potječe upravo iz razdoblja snimanja tog albuma.

## Obrade i parodije
Pjesma se pojavila na albumima od instrumentalnih bluegrass kolekcija do albuma dječje glazbe (na kojima su ju pjevala djeca). Čak je i Londonski filharmonijski orkestar snimio svoju verziju.
Techno-funk basist Stanley Clarke snimio je pjesmu za svoje izdanje iz 1985., Find Out!. Allmusic opisuje ovu verziju kao "crnačku parodiju bijelog arena rocka, s tim da je Springsteenova gorka lirika poslužila kao materijal za Clarkeov rap." Eric Rigler je snimio instrumentalnu bagpipe verziju pjesme koja se od 2001. pojavila na raznim albumima u čast Springsteenu. Švedsko-argetinski pjevač i tekstopisac Jose Gonzalez izveo je akustičnu solo verziju, odlučivši ne pjevati naslovni refren. Pjevač i tekstopisac Richard Shindell obradio je pjesmu na koncertima, izvodeći je samostalno i svirajući bouzouki. Shindell je snimio pjesmu za album South of Delia.
Snimljene su i dvije parodije pjesme. Prva je djelo dvojca Cheech & Chong iz 1985., nazvana "Born in East L.A.", a drugu je snimio sastav 2 Live Crew 1990. Zvala se "Banned in the U.S.A." Časopis Mad je u izdanju iz srpnja 1985.  objavio parodiju Franka Jacobsa, "Porn in the U.S.A.". Skupina likova iz Ulice Sezam (nazvani "Bruce Stringbean and the S. Street Band") izveli su verziju pjesme za album Born to Add.

## Vanjske poveznice
- Stihovi "Born in the U.S.A." na službenoj stranici Brucea Springsteena